# Robertsfors bibliotek

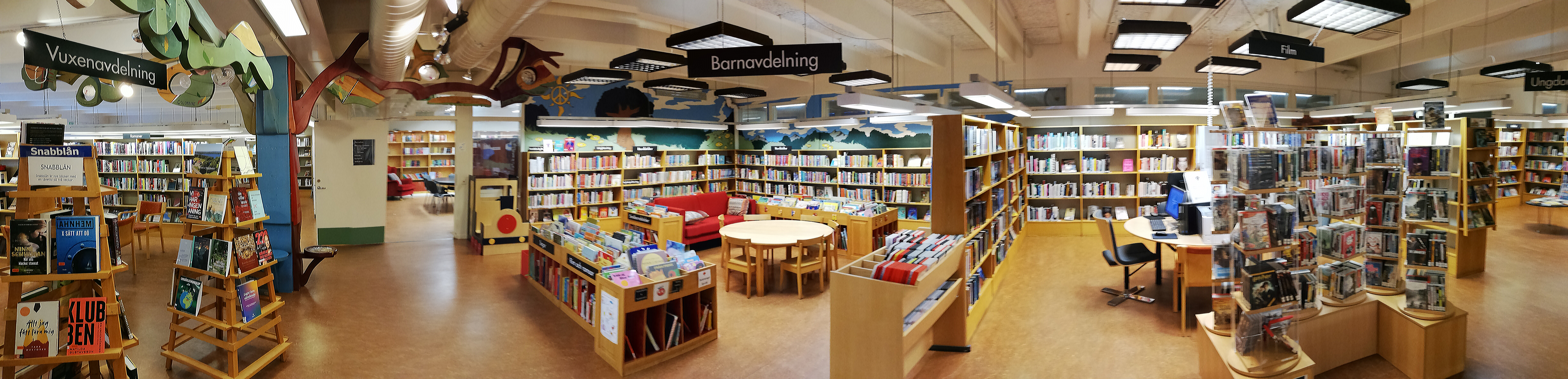
Interiör Robertsfors bibliotek.

Robertsfors bibliotek är Robertsfors kommuns huvudbibliotek, beläget i centralorten Robertsfors.
Robertsfors bibliotek är ett kombinerat folk- och skolbibliotek som ligger i anslutning till Tundalsskolan. Det invigdes 1981. Biblioteket i Robertsfors är ett huvudbibliotek och sedan finns det två filialer, en i Bygdeå och en i Ånäset som båda är intergrerade folk- och skolbibliotek. Det finns även tre stycken renodlade skolbibliotek som är belägna på Djäkneboda skola, Åkullsjöns skola och Jenningsskolan i Robertsfors.  
Biblioteket i Robertsfors ingår i Umeåregionens samarbete, där kommunerna Bjurholm, Nordmaling, Robertsfors, Umeå, Vindeln och Vännäs samarbetar i frågor som rör biblioteken. 24 folkbibliotek ingår i samarbetet och där gäller samma bibliotekskort. Vidare kan låntagare reservera media som skickas mellan de olika biblioteken samt lämna igen på valfritt bibliotek i samarbetet.